# Hormilla
Hormilla település Spanyolországban, La Rioja autonóm közösségben. Hormilla San Asensio, Nájera, Azofra, Bañares, Rodezno és Briones községekkel határos. Lakosainak száma 431 fő (2024).

## Népesség
A település népessége az elmúlt években az alábbi módon változott:
| Lakosok száma | 463  | 441  | 459  | 453  | 445  | 460  | 431  | 416  | 443  | 431  |
|               | 2001 | 2004 | 2007 | 2009 | 2012 | 2014 | 2017 | 2019 | 2022 | 2024 |